# شریف ارول
شریف ارول (انگلیسی: Şerif Erol؛ زادهٔ ۸ اکتبر ۱۹۶۳) بازیگر است. وی از سال ۱۹۹۷ میلادی تاکنون مشغول فعالیت بوده‌است.
از فیلم‌ها یا برنامه‌های تلویزیونی که وی در آن نقش داشته‌است می‌توان به شیر اشاره کرد.